# Polen op de Olympische Zomerspelen 1924
Polen debuteerde op de Spelen tijdens de Olympische Zomerspelen 1924 in Parijs, Frankrijk. Er werden direct twee medailles gewonnen.

## Medailleoverzicht
| Sport        | Olympiër                                                        | Onderdeel                  | Medaille |
| ------------ | --------------------------------------------------------------- | -------------------------- | -------- |
| Wielersport  | Józef Lange Jan Lazarski Tomasz Stankiewicz Franciszek Szymczyk | ploegenachtervolging (m)   | Zilver   |
| Paardensport | Adam Królikiewicz                                               | springconcours individueel | Brons    |

## Deelnemers en resultaten

### Atletiek
| Olympiër                                                                                               | Onderdeel                | Resultaat | Prestatie |
| --- | ------------------------ | --------- | --- |
| Władysław Dobrowolski                                                                                  | 100m (m)                 | series    | serie 4: 5de in 11,5 |
| Stanisław Sośnicki                                                                                     | 100m (m)                 | series    | serie 16: 4de in 11,6 |
| Aleksander Szenajch                                                                                    | 100m (m)                 | series    | serie 17: 4de |
| Zygmunt Weiss                                                                                          | 100m (m)                 | series    | serie 7: 5de in 11,4 |
| Aleksander Szenajch                                                                                    | 200m (m)                 | series    | serie 13: 4de in 22,8 |
| Zygmunt Weiss                                                                                          | 200m (m)                 | series    | serie 14: 2de in 23,4 |
| Antoni Cejzik                                                                                          | 400m (m)                 | DNS       | niet gestart |
| Stefan Ołdak                                                                                           | 400m (m)                 | series    | serie 13: 3de in 55,0 |
| Stanisław Świętochowski                                                                                | 400m (m)                 | series    | serie 14: 4de in 55,4 |
| Zygmunt Weiss                                                                                          | 400m (m)                 | DNS       | niet gestart |
| Józef Jaworski                                                                                         | 800m (m)                 | DNF       | serie 4: niet gefinisht |
| Stefan Kostrzewski                                                                                     | 800m (m)                 | series    | serie 6: 4de in 2.01,06 |
| Stefan Ołdak                                                                                           | 800m (m)                 | series    | serie 5: 6de in 2.09,0 |
| Stanisław Świętochowski                                                                                | 800m (m)                 | DNS       | niet gestart |
| Józef Jaworski                                                                                         | 1500m (m)                | series    | serie 3: 8ste in 4.28,4 |
| Stefan Kostrzewski                                                                                     | 1500m (m)                | series    | serie 4: 7de in 4.29,0 |
| Stefan Ołdak                                                                                           | 1500m (m)                | DNS       | niet gestart |
| Stefan Szelestowski                                                                                    | 5000m (m)                | series    | serie 2: 9de |
| Stanisław Ziffer                                                                                       | 5000m (m)                | series    | serie 1: 14de in 16.36,0 |
| Stefan Szelestowski                                                                                    | 10000m (m)               | DNS       | niet gestart |
| Stanisław Ziffer                                                                                       | 3000m steeplechase (m)   | series    | serie 3: 5de in 10.38,4 |
| Władysław Dobrowolski Stanisław Sośnicki Aleksander Szenajch Zygmunt Weiss                             | 4x100m (m)               | DNS       | niet gestart |
| Józef Jaworski Stefan Kostrzewski Stefan Ołdak Zygmunt Weiss                                           | 4x400m (m)               | DNS       | niet gestart |
| Stanisław Ziffer Julian Łukaszewicz Stefan Szelestowski Józef Jaworski Stefan Kostrzewski Stefan Ołdak | 3000m team (m)           | 9e        | halve finale 1: 5de met 41 punten |
| Stefan Szelestowski                                                                                    | 10km snelwandelen (m)    | DNS       | niet gestart |
| Stanisław Sośnicki                                                                                     | verspringen (m)          | 31e       | kwalificatie groep A: 2de met 5,67m |
| Stefan Adamczak                                                                                        | polsstokhoogspringen (m) | 15e       | kwalificatie groep B: 9de met 3,20m |
| Antoni Cejzik                                                                                          | discuswerpen (m)         | DNS       | niet gestart |
| Sławosz Szydłowski                                                                                     | discuswerpen (m)         | 24e       | kwalificatie groep C: 7de met 35,71m |
| Antoni Cejzik                                                                                          | speerwerpen (m)          | DNS       | niet gestart |
| Sławosz Szydłowski                                                                                     | speerwerpen (m)          | 26e       | kwalificatie groep A: 14de met 46,00m |
| Antoni Cejzik                                                                                          | tienkamp (m)             | 12e       | 100m: 20ste in 11,8 verspringen: 33ste met 5,68m kogelstoten: 7de met 11,875m hoogspringen: 8ste met 1,70m 400m: 24ste in 55,4 110m horden: 15de in 17,8 discuswerpen: 3de met 37,385m polsstokhoogspringen: 16de met 2,90m speerwerpen: 9de met 46,23m 1500m: 15de in 5.11,6 totaal: 6319,445 punten |

### Boksen
| Olympiër           | Onderdeel   | Resultaat | Prestatie                                                                      |
| ------------------ | ----------- | --------- | ------------------------------------------------------------------------------ |
| Jan Ertmański      | -66,7kg (m) | 9e        | 1ste ronde: vrij 2de ronde: V van USA Haggerty: scheidsrechterlijke beslissing |
| Adam Świtek        | -66,7kg (m) | 17e       | 1ste ronde: V van USA Haggerty: scheidsrechterlijke beslissing                 |
| Eugeniusz Nowak    | -72,6kg (m) | 9e        | 1ste ronde: vrij 2de ronde: V van IRL Murphy: knock-out                        |
| Jan Gerbich        | -79,4kg (m) | 9e        | 1ste ronde: vrij 2de ronde: V van DEN Petersen: scheidsrechterlijke beslissing |
| Tomasz Konarzewski | +79,4kg (m) | 9e        | 1ste ronde: V van DEN Larsen: gediskwalificeerd                                |

### Paardensport
| Olympiër                                                                         | Onderdeel    | Resultaat | Prestatie |
| Eventing                                                                         | Eventing     | Eventing  | Eventing |
| -------------------------------------------------------------------------------- | ------------ | --------- | --- |
| Kazimierz de Rostwo-Suski                                                        | individueel) | 24e       | dressuur: 27ste met 136 punten cross-country: 27ste met 747,5 punten springconcours: 27ste met 60 punten totaal: 958,5 punten |
| Tadeusz Komorowski                                                               | individueel) | 26e       | dressuur: 25ste met 139,5 punten cross-country: 26ste met 809,5 punten springconcours: 25ste met 80 punten totaal: 929 punten |
| Karol Rómmel                                                                     | individueel) | 10e       | dressuur: 21ste met 147 punten cross-country: 12de met 1161,5 punten springconcours: 6de met 340 punten totaal: 1648,5 punten |
| Kazimierz Szosland                                                               | individueel) | 23e       | dressuur: 38ste met 117 punten cross-country: 32ste met 582,5 punten springconcours: 11de met 280 punten totaal: 964,5 punten |
| Karol von Rómmel Kazimierz Szosland Kazimierz de Rostwo-Suski Tadeusz Komorowski | team         | 7e        | dressuur: 7de met 422,5 punten cross-country: 8ste met 2633,5 punten springconcours: 5de met 700 punten totaal: 3571,5 punten |
| Springconcours                                                                   |              |           | |
| Zdzisław Dziadulski                                                              | individueel) | 28e       | 30,50 strafpunten |
| Adam Królikiewicz                                                                | individueel) | Brons     | 10 strafpunten |
| Kazimierz Szosland                                                               | individueel) | 32e       | 39,25 strafpunten |
| Karol von Rómmel                                                                 | individueel) | 10e       | 18 strafpunten |
| Adam Królikiewicz Karol von Rómmel Zdzisław Dziadulski Kazimierz Szosland        | team         | 6e        | 58,50 strafpunten |

### Roeien
| Olympiër                                                                                           | Onderdeel    | Resultaat | Prestatie    |
| -------------------------------------------------------------------------------------------------- | ------------ | --------- | ------------ |
| Andrzej Osiecimski-Czapski                                                                         | skiff (m)    | series    | serie 1: 3de |
| Stefan Wróbel                                                                                      | skiff (m)    | DNS       | niet gestart |
| Henryk Fronczak Edmund Kowalec Józef Szawara Władysław Nadratowski Antoni Brzozowski Tadeusz Galik | vier-met (m) | series    | serie 2: 3de |

### Schermen
| Olympiër | Onderdeel      | Resultaat | Prestatie |
| --- | -------------- | --------- | --- |
| Konrad Winkler | floret (m)     | 43e       | 1ste ronde groep 5: 5de V van URU Mendy: 4-5 V van DEN Munck: 3-5 V van AUT Ettinger: 3-5 V van SUI Albaret: 3-5                         |
| Alfred Ader Adam Papée Jerzy Zabielski Konrad Winkler Emil Vambera Tadeusz Friedrich Władysław Sobolewski Aleksander Małecki | sabel team (m) | 11e       | 1ste ronde groep 2: 4de V van Nederland: 0-16 V van Verenigde Staten: 4-12                                                               |
| |                |           | |
| Wanda Dubieńska | floret (v)     | 24e       | 1ste ronde groep 3: 6de V van GBR Daniell: 0-5 V van SWE Hamilton: 1-5 V van DEN Barding: 0-5 V van FRA Bory: 1-5 V van NED de Boer: 0-5 |
| W. Winklerowa | floret (v)     | DNS       | 1ste ronde groep 4: niet gestart |

### Schietsport
| Olympiër                                                                                        | Onderdeel                   | Resultaat | Prestatie  |
| ----------------------------------------------------------------------------------------------- | --------------------------- | --------- | ---------- |
| Marian Borzemski                                                                                | 600m geweer individueel (m) | 60e       | 66 punten  |
| Stanisław Kowalczewski                                                                          | 600m geweer individueel (m) | 58e       | 69 punten  |
| Władysław Świątek                                                                               | 600m geweer individueel (m) | 65e       | 62 punten  |
| Eugeniusz Waszkiewicz                                                                           | 600m geweer individueel (m) | 63e       | 64 punten  |
| Marian Borzemski Stanisław Kowalczewski Franciszek Brożek Bolesław Gościewicz Władysław Świątek | vrij geweer team (m)        | 15e       | 477 punten |
| Marian Borzemski                                                                                | 25m snelvuurpistool (m)     | 14e       | 17 punten  |
| Bolesław Gościewicz                                                                             | 25m snelvuurpistool (m)     | 47e       | 69 punten  |
| Stanisław Kowalczewski                                                                          | 25m snelvuurpistool (m)     | 27e       | 16 punten  |
| Walerian Maryański                                                                              | 25m snelvuurpistool (m)     | 28e       | 16 punten  |

### Voetbal
| Olympiër | Onderdeel | Resultaat | Prestatie                        |
| --- | --------- | --------- | -------------------------------- |
| Henryk Reyman Józef Kałuża Leon Sperling Marian Spojda Mieczysław Batsch Mieczysław Wiśniewski Stanisław Cikowski Stefan Fryc Wacław Kuchar Zdzisław Styczeń Wawrzyniec Cyl Emil Gorlitz Jan Loth Józef Adamek Juliusz Miller Ludwik Gintel Stefan Popiel Tadeusz Synowiec Wawrzyniec Stalinski Wladislaw Krupa | mannen    | 17e       | 1ste ronde: V van Hongarije: 0-5 |

### Wielersport
| Olympiër                                                                      | Onderdeel                | Resultaat | Prestatie |
| Baan                                                                          | Baan                     | Baan      | Baan |
| ----------------------------------------------------------------------------- | ------------------------ | --------- | --- |
| Jan Łazarski                                                                  | sprint (m)               | 19e       | 1ste ronde serie 11: 2de herkansingen: 2de |
| Franciszek Szymczyk                                                           | sprint (m)               | DNF       | 1ste ronde serie 12: 1ste in 13,6 kwartfinale 5: 3de herkansingen: niet gestart                                                                |
| Józef Lange                                                                   | 50km (m)                 | 5e        | |
| Jan Łazarski                                                                  | 50km (m)                 | 8-36e     | |
| Józef Lange Jan Lazarski Tomasz Stankiewicz Franciszek Szymczyk               | ploegenachtervolging (m) | Zilver    | 1ste ronde serie 6: W van Letland: 5.16,0 kwartfinale: V van België: 5.16,8 halve finale: W van Frankrijk: 5.18,0 finale: V van Italië: 5.23,0 |
| Weg                                                                           |                          |           | |
| Wiktor Hoechsmann                                                             | tijdrit (m)              | DNF       | niet gefinisht |
| Feliks Kostrzębski                                                            | tijdrit (m)              | 55e       | 8:14.53,6 |
| Kazimierz Krzemiński                                                          | tijdrit (m)              | 59e       | 8:40.18,6 |
| Franciszek Szymczyk                                                           | tijdrit (m)              | 48e       | 7:46.56,0 |
| Wiktor Hoechsmann Feliks Kostrzębski Kazimierz Krzemiński Franciszek Szymczyk | ploegentijdrit (m)       | 14e       | 24:42.08,2 |

### Worstelen
| Olympiër               | Onderdeel      | Resultaat      | Prestatie |
| Grieks-Romeins         | Grieks-Romeins | Grieks-Romeins | Grieks-Romeins |
| ---------------------- | -------------- | -------------- | --- |
| Leon Rękawek           | -67,5kg (m)    | 13e            | 1ste ronde: W van GRE Pavlidis: val 2de ronde: V van EST Praks: val 3de ronde: V van DEN Askehave: val                                              |
| Wacław Okulicz-Kozaryn | -75kg (m)      | 7e             | 1ste ronde: W van SUI Veuve: val 2de ronde: V van FIN Lindfors: val 3de ronde: W van ESP Vidal: val 4de ronde: vrij 5de ronde: V van YUG Grbić: val |

### Zeilen
| Olympiër            | Onderdeel    | Resultaat | Prestatie |
| ------------------- | ------------ | --------- | --------- |
| Edward Bryzemejster | 12 voets jol | 9e        |           |

Argentinië · Australië · België · Brazilië · Brits-Indië · Bulgarije · Canada · Chili · Cuba · Denemarken · Ecuador · Egypte · Estland · Filipijnen · Finland · Frankrijk · Griekenland · Groot-Brittannië · Haïti · Hongarije · Ierland · Italië · Japan · Joegoslavië · Letland · Litouwen · Luxemburg · Mexico · Monaco · Nederland · Nieuw-Zeeland · Noorwegen · Oostenrijk · Polen · Portugal · Roemenië · Spanje · Tsjecho-Slowakije · Turkije · Uruguay · Verenigde Staten · Zuid-Afrika · Zweden · Zwitserland